# Среднее (Орловская область)
Среднее — село в Верховском районе Орловской области. Относится к Галичинскому сельскому поселению. На 2017 год в Среднем числится 8 улиц и 1 переулок
Основано в 1792 году кубанскими казаками. В 1869 году была построена каменная церковь Казанской иконы Божьей Матери на месте деревянной церкви Михаила Архангела.
В 1876 году в селе проживало 3600 человек. Во время Гражданской войны там шли сильные бои, церковь была разрушена.В 1919 году село было захвачено деникинцами. Также на сельском кладбище находится захоронение красноармейца, расстрелянного в 1919 году белагвардейцами. В 1930-е годы шла коллективизация. Во время которой пострадало ряд единоналичников и кулаков. В 1957 году произошла их реабилитация как свидетельствует сайт МЕМОРИАЛ. В годы Великой Отечественной войны шли сильные бои. На территорий села в общей могиле похоронен Герой Советского Союза. 
В послевоенное время был создан искусственный пруд и плотина. Действовала школа и клуб, а также почта, библиотека, медпункт. 

## Население
| 1857 | 2002 | 2010 |
| ---- | ---- | ---- |
| 1427 | ↘134 | ↘109 |